# Charles-Louis de La Baume Le Blanc
Charles Louis de La Baume Le Blanc (1663-1666) est le fils illégitime du roi Louis XIV de France et de sa maîtresse Louise de La Vallière.

## Biographie
Charles Louis est né le 19 novembre 1663 à Paris. Il était le fils illégitime de Louis XIV et de sa favorite, Louise de La Vallière. Son père était alors marié à sa cousine germaine, l'infante Marie-Thérèse d'Autriche, de qui il avait eu deux enfants. La mère de Charles Louis, Louise de La Baume Le Blanc de La Vallière, était dame d'honneur de Madame, la duchesse d'Orléans et belle-sœur du roi, lorsqu'elle devint la maîtresse du roi Louis XIV. Charles Louis a été leur premier enfant.
Charles Louis ne fut jamais légitimé, non plus que son frère Philippe. Il fut baptisé sous une fausse identité en tant que fils du marquis de Lincourt et de sa femme, Élisabeth de Beux. Il grandit éloigné de ses parents. La cour de France ignora tout de sa naissance, ainsi que de celle de son frère, Philippe de La Baume Le Blanc. Aucun portrait n'existe des deux jeunes enfants.
Charles Louis est mort le 15 juillet 1666 à Paris d'une mauvaise grippe, trois mois avant la naissance de sa sœur, Marie-Anne de Bourbon (1666-1739). On ignore le lieu de sa sépulture.

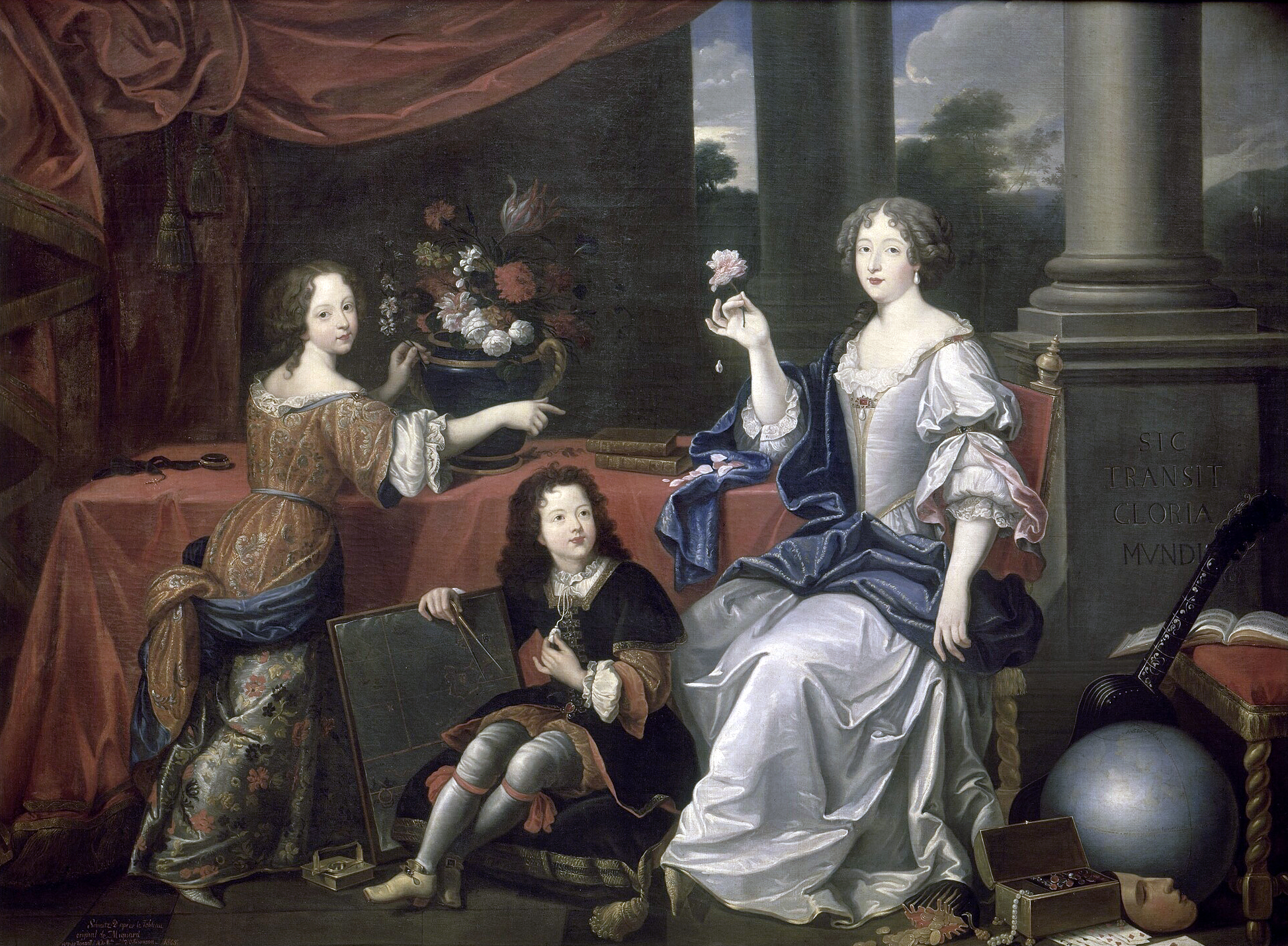
Louise de La Vallière et ses deux derniers enfants, Marie-Anne et Louis

Marie Anne, future princesse de Conti, et le dernier enfant de la fratrie, Louis de Bourbon (1667-1683), futur comte de Vermandois, furent légitimés en tant qu'enfants de France et furent amenés à la Cour.
Sa mère, épuisée par la rivalité qui régnait à la Cour, se retira dans un couvent en 1674. La belle Athénaïs de Montespan devint alors la maîtresse du roi et lui donna sept enfants qui furent tous légitimés.